# Richland (Washington)
Richland (kiejtése: rɪtʃlənd) az Amerikai Egyesült Államok északnyugati részén, Washington állam Benton megyéjében elhelyezkedő város. A 2010. évi népszámlálási adatok alapján 48 058 lakosa van.
A városban található a világ legnagyobb hűtőháza.
Az 1980-as években két kísérlet is volt a Tri-Cities körzet városainak összevonására: először mindhármat, később már csak Kennewicket és Richlandet kívánták egyesíteni. A javaslatokat csak Richlandben támogatták.

## Története

### Megalapítása
A korábban itt fekvő Chemna településen a wanapum, yakama és walla walla indiánok halásztak. Lewis és Clark expedíciója 1805. október 17-én érkezett a Yakima folyóhoz.
1904–1905-ben W. R. Amon és fia, Howard Amon kilenc négyzetkilométernyi területet vásárolt a Yakima folyótól északra. A postával való egyeztetést követően a település 1905-ben Nelson Rich politikus tiszteletére felvette a Richland nevet; városi rangot 1910. április 28-án kapott.

### A második világháborúban
Az amerikai kormány a második világháború során 1660 négyzetkilométernyi területet vásárolt meg; Richland, Hanford és White Bluffs lakóit ekkor kitelepítették. A Manhattan terv részeként épülő hanfordi komplexum miatt Richland lakossága 1943 és 1945 között 300-ról 27 000 főre növekedett. A lakások a kormány tulajdonában voltak; az izzóktól a telkeken ültetett fákig mindent ők biztosítottak. Az egyes családok méretéhez igazodó alaprajzokat betűkkel jelölték.
A település első polgármestere az 1954-ben megválasztott Harold Orlando Monson lett, aki a fővárosba utazott, hogy a Richlandhez hasonló településeken élők számára további jogokat szerezzen.
Richland több utcája is a hadsereg hídépítőiről és földmérőiről van elnevezve.

### A hidegháborúban
A szovjet agressziótól tartva az USA a hidegháborúban megnövelte az előállítható plutónium mennyiségét. A richlandi építőtábornak köszönhetően a város lakossága 1952-ben huszonhétezer fővel növekedett; a munkások idővel elhagyták a tábort, és a város központi részeire költöztek.

### A telkek értékesítése
A kormány 1957-ben az ingatlanok értékesítése mellett döntött. Az idős lakosok megvásárolhatták a lakásokat, míg a fiatalok az újonnan kijelölt telkeket vehették meg.

### A hanfordi nukleáris komplexum
A hanfordi nukleáris komplexum 1987-es bezárása óta környezetvédelmi feladatokat lát el. Az üzem sok richlandi lakost is alkalmaz.
A kétszázmillió liternyi nukleáris hulladék üveggé alakítása napi 1,4 millió dollárba kerül.

## Éghajlat
A város éghajlata félsivatagi sztyepp (a Köppen-skála szerint BSk).
| Hónap                                   | Jan.  | Feb.  | Már.  | Ápr. | Máj. | Jún. | Júl. | Aug. | Szep. | Okt.  | Nov.  | Dec.  | Év    |
| --------------------------------------- | ----- | ----- | ----- | ---- | ---- | ---- | ---- | ---- | ----- | ----- | ----- | ----- | ----- |
| Rekord max. hőmérséklet (°C)            | 22,0  | 23,0  | 28,0  | 33,0 | 41,0 | 43,0 | 45,0 | 45,0 | 41,0  | 32,0  | 25,0  | 19,0  | 45,0  |
| Átlagos max. hőmérséklet (°C)           | 4,6   | 9,2   | 14,4  | 18,5 | 22,8 | 26,9 | 31,4 | 31,2 | 25,8  | 17,7  | 9,3   | 3,2   | 18,0  |
| Átlagos min. hőmérséklet (°C)           | −3,1  | −1,0  | 1,7   | 4,9  | 8,9  | 12,6 | 15,4 | 14,8 | 10,4  | 5,1   | 0,9   | −2,1  | 5,7   |
| Rekord min. hőmérséklet (°C)            | −29,0 | −30,0 | −12,0 | −5,0 | −1,0 | 3,0  | 5,0  | 4,0  | −1,0  | −11,0 | −21,0 | −23,0 | −30,0 |
| Átl. csapadékmennyiség (mm)             | 25    | 18    | 15    | 12   | 15   | 14   | 5    | 6    | 7     | 14    | 25    | 27    | 183   |
| Forrás: Western Regional Climate Center |       |       |       |      |      |      |      |      |       |       |       |       |       |

## Népesség
A 2010-es népszámláláskor a városnak 48 058 lakója, 19 707 háztartása és 12 974 családja volt. A népsűrűség 473,1 fő/km2. A lakóegységek száma 20 876, sűrűségük 205,5 db/km2. A lakosok 87%-a fehér, 1,4%-a afroamerikai, 0,8%-a indián, 4,7%-a ázsiai, 0,1%-a a Csendes-óceáni szigetekről származik, 2,7%-a egyéb, 3,2%-a pedig kettő vagy több etnikumú. A spanyol vagy latino származásúak aránya 7,8% (   )
A háztartások 31%-ában élt 18 évnél fiatalabb. 51,6% házas, 10% egyedülálló nő, 4,2% egyedülálló férfi, 34,2% pedig nem család. 28,2% egyedül élt; 10,1%-uk 65 éves vagy idősebb. Egy háztartásban átlagosan 2,42 személy élt; a családok átlagmérete 2,97 fő.
A medián életkor 39,4 év volt. A város lakóinak 24,2%-a 18 évesnél fiatalabb, 8,1% 18 és 24 év közötti, 24,7%-uk 25 és 44 év közötti, 28,4%-uk 45 és 64 év közötti, 14,6%-uk pedig 65 éves vagy idősebb. A lakosok 49%-a férfi, 51%-a pedig nő.

## Oktatás
Richland és West Richland közoktatási intézményeiért a Richlandi Tankerület felel.
A városban található a Washingtoni Állami Egyetem Tri-Cities kampusza, valamint a Columbia-medencei Főiskola egy telephelye is.

## Közlekedés
A körzet tömegközlekedését a Ben Franklin Transit biztosítja. A régióban két repülőtér (Tri-Cities repülőtér és Richlandi repülőtér) található.

## Nevezetes személyek
- Gene Conley, baseballjátékos[23]
- Hope Solo, labdarúgó[24]
- James Albaugh, a Boeing egykori alelnöke[25]
- Jason Repko, baseballjátékos[26]
- Jim Mattis, az USA egykori védelmi államtitkára[27]
- Jimmy McLarnin, ökölvívó[28]
- John Archibald Wheeler, elméleti fizikus[29]
- Kathryn Ruemmler, ügyvéd[30]
- Kayla Barron, űrhajós[31]
- Kurt Kafentzis, amerikaifutball-játékos[32]
- Larry Coryell, dzsesszgitáros[33]
- Mark Kafentzis, amerikaifutball-játékos[34]
- Michael Peterson, countryénekes[35]
- Mike McCormack, politikus[36]
- Nate Mendel, zenész[37]
- Olaf Kölzig, jégkorongozó[38]
- Orson Scott Card, író[39]
- Santino Fontana, színész és énekes[40]
- Sharon Tate, színész[41]
- Stu Barnes, jégkorongozó[42]
- Travis Buck, baseballjátékos[43]
- Ty Jones, jégkorongozó[44]
- Tyler Brayton, amerikaifutball-játékos[45]
- Westley Allan Dodd, sorozatgyilkos[46]

## Testvérváros
- Hszincsu, Kínai Köztársaság[47]

## Fordítás
- Ez a szócikk részben vagy egészben  a   Richland, Washington című angol Wikipédia-szócikk ezen változatának fordításán alapul.  Az eredeti cikk szerkesztőit annak laptörténete sorolja fel. Ez a jelzés csupán a megfogalmazás eredetét és a szerzői jogokat jelzi, nem szolgál a cikkben szereplő információk forrásmegjelöléseként.